# Robert Allerton (cónego)
Robert Allerton (falecido em 19 de abril de 1437) foi um cónego de Windsor de 1432 a 1437.

## Carreira
Ele foi nomeado:
- Prebendário de Cropredy em Lincoln 1420
- Reitor de Amersham 1420
- Prebendário de Ripon 1420
- Prebendária de Bracklesham em Chichester

Ele foi nomeado para a décima primeira bancada da Capela de São Jorge, Castelo de Windsor em 1432, e ocupou o cargo de canonista até 1437